# سیارک ۲۱۷۳۲
سیارک ۲۱۷۳۲ (به انگلیسی: ۲۱۷۳۲ Rumery، نامگذاری:۱۹۹۹RW۱۴۲) بیست و یک هزار و هفتصد و سی و دومین سیارک کشف شده‌است که در ۹ سپتامبر ۱۹۹۹ کشف شد.
قدر مطلق سیارک برابر ۱۷.۰ است.